# Stötting
Stötting, dialektord från norra Norrland på en hästdragen kälke. En stötting är oftast två sammankopplade kälkar för transport av timmer eller hö.
I vissa områden kallas det sammankopplade ekipaget för doning (även getdoning], som då består av stöttingen (framkälken) och geten (bakkälken).
Stöttingen används än idag, till exempel vid gallring av skog och kan då dras av antingen häst eller snöskoter.